# 카보테그라비르/릴피비린
상품명 카베누바(Cabenuva)로 판매되는 카보테그라비르/릴피비린(Cabotegravir/rilpivirine)은 HIV/AIDS 치료를 위해 한 팩에 같이 들어있는 의약품이다. 한 팩안에 카보테그라비르와 릴피비린 각각 별도로 주사 바이알이 들어 있다.
카보테그라비르/릴피비린(Cabotegravir/rilpivirine)의 가장 일반적인 부작용으로는 주사부위 반응, 발열 또는 온열감(피로증), 피로, 두통, 근골격계 통증, 메스꺼움, 수면장애, 어지럼증, 발진 등이 있다.
이 공동 포장 의약품(카보테그라비르/릴피비린)은 2021년 1월 미국에서 의료용으로 승인되었다.
FDA가 최초로 승인한 완전한 주사약으로 HIV에 감염된 성인을 위해 한달에 한번 사용한다. 현재 캐나다에서도 사용이 승인되었으며 유럽연합에서는 두 가지 약물이 별도로 승인되었다.

## 의학적 사용
카보테그라비르/릴피비린은 안정적으로 항레트로바이러스 치료를 받고 있어 바이러스가 억제된 사람들에게 현재의 항레트로바이러스 치료제를 대체하여 사용할 수 있는, 성인 대상 인간면역결핍바이러스 제1형(HIV-1) 치료의 완전한 치료제로 사용된다. 유럽연합(EU)에서는 현재 항레트로바이러스 치료제로 혈액 내 HIV 수치(바이러스 부하 50 cops/mL 미만)를 검출할 수 없는 성인과 비뉴클레오사이드 역전사 효소 억제제(NNRTI)와 통합효소 억제제에 대한 내성이 발달하지 않은 경우 유지관리를 위해 이 조합을 사용한다. 장기 지속성 제제이므로 환자가 매일 복용하는 부담을 덜 수 있다는 장점이 있다.

## 사용금지사항 및 상호작용
카보테그라비르/릴피비린은 간 효소 CYP3A4를 유도하는 약물과 병용하면 안된다. 이 약물들은 릴피비린 및 효소 UGT1A1의 불활성화를 유도하기 때문이다. 이러한 메커니즘은 잠재적으로 효과의 상실을 초래한다. 그러한 약물의 예로는 리팜피신, 리파펜틴, 카르바마제핀, 옥스카르바제핀, 페니토인 및 페노바르비탈이 있다.

## 유해 효과
릴피비린 주사 복합요법의 가장 흔한 부작용은 통증, 붓기 등 주사부위에서의 반응(환자 중 최대 84%)과 두통(최대 12%) 및 발열(10% 이내)이다.
덜 흔한 부작용(10% 미만)으로는 우울증, 불면증, 발진, 피로, 근골격계 통증, 메스꺼움, 수면장애, 어지럼증이 있다.

## 약리학
카보테그라비르는 통합효소 억제제이며, 릴피비린은 비-뉴클레오사이드 역전사효소 억제제(NNRTI)이다.

## 역사
카보테그라비르/릴피비린의 안전성과 효능은 HIV 감염 성인 1,182명을 대상으로 두 번의 무작위, 오픈 라벨, 통제 임상 시험(Trial 1/NCT02938520 및 Trial 2/NCT02951052)을 통해 확립되었다(HIV-1 RNA 50cop/ml 미만). 두 시험의 참가자들은 각 연구의 종료 시에도 바이러스 억제를 계속 보였으며, CD4+ 세포 수에서 기준선과 임상적으로 관련된 변화는 관찰되지 않았다. 임상 시험은 미국을 포함한 24개국의 223개 장소에서 수행되었다.
1상 임상시험에서는 한 번도 감염 치료를 받은 적이 없는 참가자들이 20주 동안 승인된 치료를 받았다. 치료가 잘 된 사람들(HIV-1 RNA 50cop/ml 미만)은 카보테그라비르/릴피비린(정제를 처음 4주 동안)을 받거나, 44주 동안 이전과 같은 치료를 받도록 무작위로 선택되었다. 참가자와 의료 제공자는 어떤 치료를 받았는지 알고 있었다.
2상 임상시험에서도 마찬가지로 이전에 HIV-1 RNA가 50cop/ml 미만이었던, 성공적으로 치료받은 참가자들은 카보테그라비르/릴피비린(정제를 처음 4주 동안)을 받거나 44주 동안 같은 치료를 받도록 무작위화되었다. 참가자와 의료 제공자는 어떤 치료를 받았는지 알고 있었다.
2020년 10월, 유럽 의약품청(EMA)의 약물 사용 자문위원회(CHMP)는 인간면역결핍 바이러스 제1형(HIV-1) 감염자의 치료를 위해 릴피비린과 카보테그라비르에 대한 시장 허가를 하고 두 약물을 함께 사용할 것을 권고했다. 두 약은 장기 지속정 주사제 형태로 나오는 최초의 항레트로바이러스제이다. 이것은 사람들이 매일 복용하는 알약 대신 매달 또는 두 달에 한 번씩 근육내 주사를 맞는 것으로 대체할 수 있다. 릴피비린과 카보테그라비르는 2020년 12월 유럽연합에서 두 개의 별도 의약품으로 의료용으로 승인되었다.
2021년 1월, 미국 식품의약국(FDA)은 ViiV에 카베누바의 승인을 허가했다.